# Mariam Petrosjan

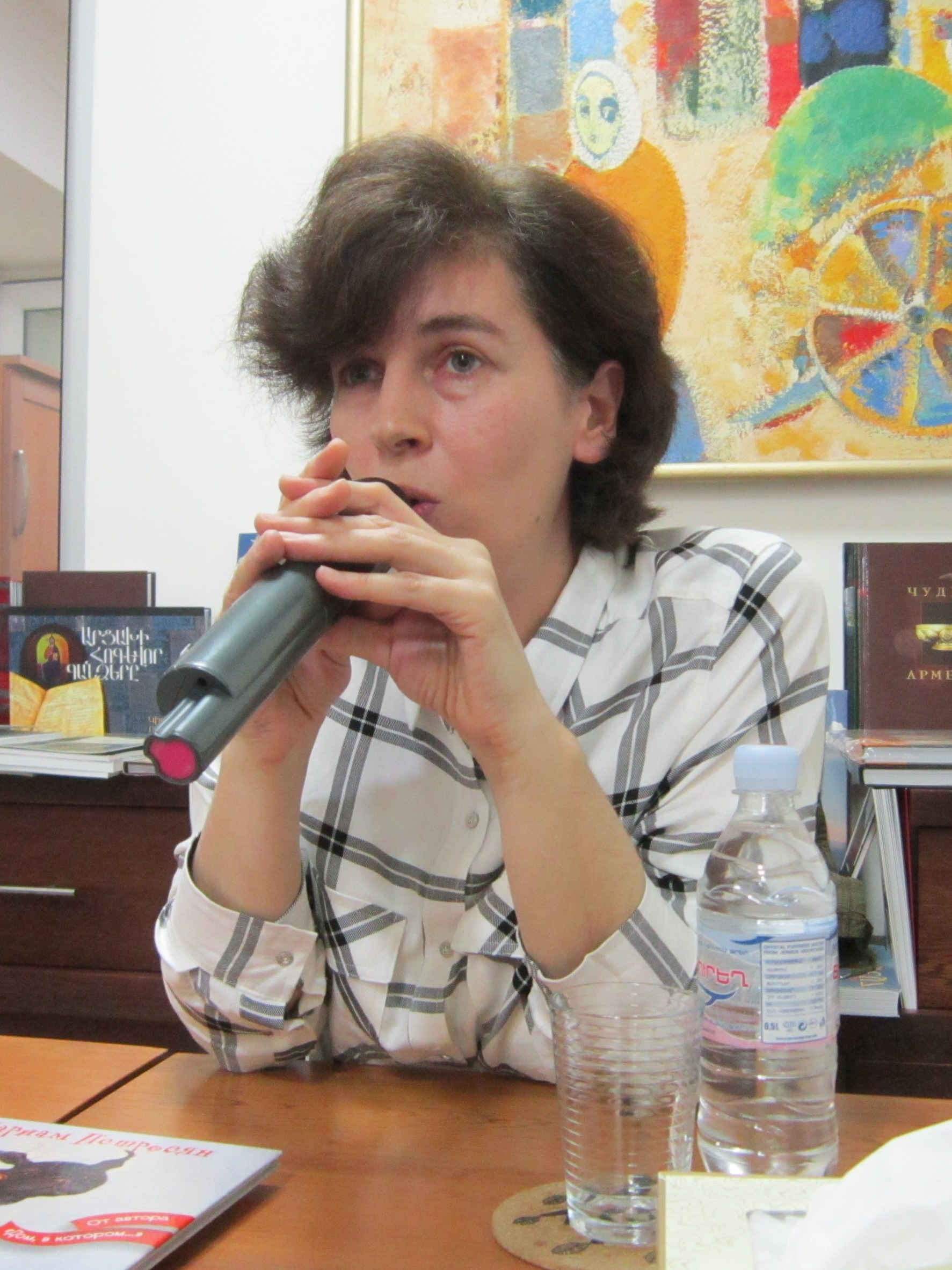
Mariam Petrosjan, 2016

Mariam Petrosjan (armenisch Մարիամ Պետրոսյան; geb. 10. August 1969 in Jerewan, Armenische SSR, Sowjetunion) ist eine armenische Malerin, Cartoonistin und Autorin. Ihr bekanntestes Buch ist das preisgekrönte Das Haus, in dem… (russisch Дом, в котором..., englisch The Gray house, 2009), das in viele Sprachen übersetzt wurde.

## Biographie
Mariam Petrosjan machte einen Abschluss an der Staatlichen Hochschule für bildende Künste „Panos Terlemesjan“ in Jerewan und wurde Cartoonistin im Filmstudio Armenfilm. Dann zog sie nach Moskau, um im Filmstudio Sojusmultfilm zu arbeiten. 1995 ging sie zurück nach Jerewan zu Armenfilm, wo sie bis 2007 arbeitete.
Ihr erster Roman Das Haus, in dem… (russisch Дом, в котором...), der die Geschichte eines Internats für behinderte Kinder erzählt, erschien 2009 auf Russisch und wurde ein Bestseller. Er wurde 2010 für den Russischen Booker-Preis nominiert und erhielt mehrere Preise und Nominierungen, darunter den Russischen Preis für das Beste Buch auf Russisch eines im Ausland lebenden Autors.
Das Buch wurde mehrfach übersetzt: italienisch La casa del tempo sospeso 2011, ungarisch Abban a házban 2012, polnisch Dom, w którym... 2013, spanisch La casa de los otros 2015, französisch La Maison dans laquelle 2016, tschechisch Dům, ve kterém 2016 und mazedonisch Домот во кој... 2016.
Die englische Ausgabe erschien weltweit am 25. April 2017 bei Amazon Publishing. Es war in der engeren Auswahl für den Read Russia Prize 2018. Petrosjans Literaturagentur kündigte Verkaufsrechte für Bulgarisch, Dänisch, Lettisch und Norwegisch an.
Ausschnitte des Romans (in der englischen Übersetzung von Andrew Bromfield) wurden von Stephen Fry in dem Film Russia's Open Book: Writing in the Age of Putin vorgetragen.
Das einzige andere Buch der Autorin ist das Kurzmärchen Märchen über einen Hund, der fliegen konnte (russisch Сказка про собаку, которая умела летать), das 2014 erschien.

## Persönliches
Mariam Petrosjan ist die Urenkelin des armenischen Malers Martiros Sarjan. Sie ist mit dem armenischen Grafiker Artasches Stambolzjan verheiratet. Das Paar hat zwei Kinder.